# Baranyai Decsi János
Baranyai Decsi János vagy Baranyai Decsi Csimor János, (Johannes Decius Barovius) (Decs, 1560. – Marosvásárhely, 1601. május 15.) műfordító, az első magyar közmondásgyűjtő, református egyházi főiskolai igazgató, a 16. század egyik legtudósabb írójaként ismerték.
Nevét latinul: Johannes C. Decius Baroviusak írta; családi neve Czimor volt, ezt Csimornak és Tzimornak, vezetékneve származása helységéről Deczi, Detsi, később Décsi és Décsynek irták, a baranyai előnevét szintén különbözően irta, Baronyainak, Baroviusnak és többször Baroniusnak. Arcképét egykorú fametszet után közli Toldy a Historiája XII. lapján (Monum II. oszt. XVII. kötet).

## Életpályája
Született Decsen Tolna vármegyében; első oktatását az akkor virágzó s jeles könyvtárral bíró tolnai ref. iskolában nyerte, Herczeg-Szöllősi Gáspár és Tolnai Bálint vezetése alatt; innen került a debreceni, majd a kolozsvári iskolába, melynek vezetői őt ajánlották 1587-ben Bánffy Farkas fejedelmi tanácsosnak, a külföldi egyetemre küldendő Ferenc nevű fia mellé útitársul. Az ifjak május 18-án indultak el Bonchidáról, Moldván, Havasalföldön át Varsóba s végre Poroszországon, Pomeránián és Brandenburgon át, július 22-én Wittenbergbe érkeztek; itt Albert Salamon tanár és orvosdoktornál laktak Dudith Andrással együtt. Távozásuk alkalmával (1589.) néhány tanulótársához búcsúverset írt.
Külföldi tartózkodása alatt a szigeti s pécsi bégek harcai s rablásai következtében nem csak maga pusztult ki atyai javaiból, hanem az övéi is kiszorultak lakhelyeikből és Erdélyben Báthory Zsigmond fejedelemnél kerestek és találtak menedéket. 1592 végén Kolozsvárott telepedett le. 1593-ban a székely-(maros-)vásárhelyi iskolánál alkalmazták; itteni tartózkodását és működését bőven írja le Hunyady Ferenc udvari orvoshoz 1596. augusztus 16-án intézett levelében és egy 1597. augusztus 26-án kelt szolgálati szerződésben. Ezekből tudjuk azt is, hogy édesanyja Által Erzsébet, mostohaatyja Decsi Borbély Péter és mostohatestvére Decsi Dániel volt; továbbá, hogy 1600-ban nősült és 1601-ben meghalt; a vásárhelyi iskolaigazgatásért szinte semmi fizetést sem kapott és végre is a város néhány évi szolgálatáért Decsit egy régi iskolaházzal elégítette ki azon helyen, hol ma a kollégium fekszik.

## Munkássága
Nyelvtudományi tevékenysége során részletesen kifejtette a magyar-zsidó nyelvrokonság tételét. (A reformáció korában ugyanis Európában szinte minden nyelvet rokonítottak az Ádám és Éva nyelvének tekintett héberrel.) Egyik fő érve az volt, hogy a héber és a magyar írás egyaránt jobbról balra halad (székely–magyar rovásírás). 1598-ban A hunok régi nyelvének elemei című könyvhöz írt előszavában a szkítákat közvetlenül  zsidók leszármazottainak tekintette, továbbá azonosította az előbbieket a hunokkal és a magyarokkal. Ezzel szerinte a magyarok régebbiek a görögöknél is.

## Művei
- Hodoeporicon itineris Transylvanici, Moldavici, Russici, Cassubii, Masovici, Prussici, Borussici, Pomerani, Marchici et Saxonici, exantlati 1587…, Witebergae, 1587 (ism. M. zsidó Szemle 1892)
- Syntagma institutionum juris Imperialis ac Ungarici, quatuor perspicuis quaestionum ac responsionum libris comprehensum. (Syntagma Institvtionvm Jvris Imperialis ac Vngarici, qvatvor perspicvis qvaestionvm ac responsionvm libris comprehensvm). Claudiopoli, 1593 (száz példány volt a kiadótól tiszteletdíja)
- Synopsis philosophiae in privatum memoriae subsidium, thesibus et velut aphorismis quibusdam comprehensa et ad disputandum proposita in Academia Argentinensi…, Argentorati, 1591; Witebergae, 1595
- Az Gaius Crispus Sallustiusnak két históriája (Az Caius Crispus Salvstivsnask ket Historiaia…). Cibinii, 1595 (ism. Erdélyi Muzeum III. 1815. Kazinczy)
- Adagiorum Graeco-Latino-Ungaricorum Chiliades quinque,… (Adagiorvm Graeco Latino Vngaricorvm Chiliades quinque,…). Barthphae, 1598 (ism. Vasárnapi Ujság 1869. 39. sz. Bud. Közlöny 1870. 9. sz. Eötvös Lajos)
- Joannes Decius Barovius Joanni Telegdio S. P. D. Ex foro Siculorum, die 5. Martii 1598 (Levél Telegdi Jánoshoz, annak a székely írásról szóló tankönyve bevezetője és ajánlásaképpen. Nyomtatásban először Bod Péter Magyar Athenasában (1766) jelent meg)
- Bucsúversek a vittenbergai egyetemről hazatérő magyar ifjakhoz: Tankó Miklóshoz (1588, görög vers 16 sor), Tolnai S. Jánoshoz (1588., latin 40 sor), Ujfalvi Pécsi Zsigmondhoz (1589., 28 sor), Eszlári F. Demeterhez (1589, 32 sor), a marosvásárhelyi református főiskola könyvtárába kerültek.
- Joannis Decii Barovii Commentariorum De rebus Vngaricis (Dec. X. D. XI. Liber 1. 2.) Pest, 1865 (Monumenta Hungarica II. oszt. XVII. kötet. Közli Toldy Ferencz a szerző életrajzával. Baranyai Decsi János Magyar historiája 1592–98. c. latinul írt magyar történetéből fennmaradt rész.)
- Levele Hunyadi Ferenczhez, Marosvásárhely, 1596. augusztus 16. (Tört. Tár 1881. 473. l.)
- Baronyai Decsi János magyar historiája. A szerző életével közli Toldy Ferencz; Akadémia, Pest, 1866 (Magyar történelmi emlékek 2. oszt. Írók)
- Adagiorum; fakszimile szöveggond. Molnár József; hasonmás kiad.; ELTE, Bp., 1978 (Fontes ad historiam linguarum populorumque uraliensium)
- Az Caivs Crispvs Salvstiusnac ket historiaia. Magyarra fordíttatott Baronyai Detsi Janos altal / Lvcivs Catilinanac az romai birodalom ellen valo orszag arulasarul / Az nvmidiai Ivgvrta kiralynac az romaiak ellen viselt hadarul; hasonmás kiad.; Akadémiai, Bp., 1979 (Bibliotheca Hungarica antiqua)
- Baranyai Decsi János magyar históriája, 1592–1598; ford., bev. Kulcsár Péter, jegyz. Bellus Ibolya; Helikon–Európa, Bp., 1982 (Bibliotheca historica)
- Baranyai Decsi Jánosnak a török elleni háborúra buzdító beszéde, 1598; sajtó alá rend. Balázs Mihály, Monok István, Varga András, ford. Tar Ibolya; JATE, Szeged, 1990 (A Lymbus füzetei)
- Illyefalvi István, Cserényi Mihály, Csáktornyai Mátyás, Póli István, Beythe István, Baranyai Decsi János, Ceglédi Nyíri János, Munkácsi János és ismeretlen szerzők históriái, Telegdy Kata verses levele, Fortuna sorsvetőkönyv, naptárversek, 1587–1600; sajtó alá rend. Orlovszky Géza; Balassi, Bp., 2004 (Régi magyar költők tára)
- A filozófia áttekintése saját emlékëzetének segédletére vitára bocsátva a Strassburgi Academián prof. Johann Ludwig Hawenreuter elnöklete alatt; ford. Kovács Péter, sajtó alá rend., utószó Paczolay Gyula; Bárczi Géza Kiejtési Alapítvány, Bp., 2006 (Bárczi füzetëk)
- Synopsis philosophiae in privatum memoriae subsidium thesibus ad disputandum proposita in Academia Argentinensi praeside Ioanne Ludovico Hauvenreutero. Respondente et authore Ioanne Deczio Ungaro; hasonmás kiad.; Bárczi Géza Kiejtési Alapítvány, Bp., 2006 (Bárczi füzetëk)